# Plage de Yanliao
La Plage de Yanliao (chinois traditionnel: 鹽寮海濱公園 ; pinyin: Yánliáo Hǎibīn Gōngyuán ; anglais: Yanliao Beach Park
) est une plage dans le district de Gongliao, Nouveau Taipei, Taïwan.

## Géographie
La plage s'étend sur 80 hectares, ce qui en fait la plus grande zone de loisirs de la côte nord-est de Taïwan. Sa plage de sable doré s'étend sur 3 km jusqu'à la plage de Fulong, la plus longue plage de l'île. La plage est un endroit idéal pour la baignade, la pêche, la sculpture sur sable et le beach-volley.

## Installations
La plage a un balcon paysager, des pistes de visite, des toilettes publiques, des places de parking, des salles de douche et des aires de restauration simples.

## Transport
La plage est accessible en bus depuis la gare de Keelung des chemins de fer de Taiwan.